# آکادمی فوتبال باشگاه استقلال تهران
آکادمی فوتبال استقلال یک آکادمی فوتبال و مرکز استعداد یابی است که توسط باشگاه استقلال تهران برای پشتوانه سازی و پرورش بازیکن برای تیم بزرگسالان تأسیس شده‌ است.
این آکادمی ، عامل مهمی در موفقیت آسیایی استقلال بوده است و چندین بازیکن در کلاس حرفه ای تولید کرده است.

## آکادمی
این آکادمی در چهار رده سنی نونهالان، نوجوانان ، جوانان و امید در لیگ فوتبال تهران فعال است.

## اعضای باشگاه

### مقامات آکادمی
| سمت                      | نام                   |
| ------------------------ | --------------------- |
| مدیر آکادمی              | علیرضا اسدی           |
| مدیرفنی آکادمی           | مسعود اقبالی          |
| رییس دپارتمان دروازه‌بانی | حسین ترابپور          |
| اعضای دپارتمان پزشکی     | دکتر محمدرضا جوادی    |
| اعضای دپارتمان پزشکی     | دکتر الیاس دانشی مقدم |
| مدیر رسانه و روابط عمومی | علی رضایی             |

### کادرفنی

#### تیم امید
| سمت            | نام              |
| -------------- | ---------------- |
| سرمربی         | رضا نور محمد     |
| سرپرست         |                  |
| دستیار سرمربی  | ادموند یونان پور |
| دستیار سرمربی  | روزبه شفیعی      |
| بدنساز         | محمد کاظم زاده   |
| مربی دروازه‌بان | فرید سیفی        |

#### تیم جوانان
| سمت            | نام             |
| -------------- | --------------- |
| سرمربی         | هاشم بیک‌زاده    |
| سرپرست         | مهدی امیر آبادی |
| دستیار سرمربی  | سعید علم بیگی   |
| دستیار سرمربی  | حسین شیخ رحیمی  |
| دستیار سرمربی  | کامران صنعتی    |
| بدنساز         | علی تهرانی      |
| مربی دروازه‌بان | امید ستوان      |

#### تیم نوجوانان
| سمت            | نام               |
| -------------- | ----------------- |
| سرمربی         | احمد کعبیان پور   |
| سرپرست         | جلال بیات         |
| دستیار سرمربی  | محمدرضا ایمان منش |
| دستیار سرمربی  | علی خلیلاوی       |
| دستیار سرمربی  | ناصر عبادی        |
| دستیار سرمربی  | محمد گروسی        |
| مربی دروازه‌بان | مصطفی عزیزی       |

#### تیم نونهالان
| سمت            | نام             |
| -------------- | --------------- |
| سرمربی         | رامین محرم نژاد |
| سرپرست         | شهرام علیجانی   |
| دستیار سرمربی  | میعاد مظلومی    |
| دستیار سرمربی  | مهدی قلعه نویی  |
| دستیار سرمربی  | حمید محمد خانی  |
| دستیار سرمربی  | جواد جعفری      |
| مربی دروازه‌بان | امیر مشاری      |
| بدنساز         | سهیل عبداللهی   |

## بازیکنان پیشین

### محصولات آکادمی

#### دروازه بان
- سید حسین حسینی
- وحید طالب‌لو
- آرشا شکوری
- محمدرضا دیناروند
- پارسا جعفری
- سینا سعیدی فر
- فرزین گروسیان

#### مدافع
- خسرو حیدری
- مجید حسینی
- امیرحسین صادقی
- پیروز قربانی
- اصغر حاجیلو
- محمد مهدی زارع
- محمدحسین فلاح
- سید مهدی مهدوی
- شایان مصلح تکلیمی
- امیرحسین سام‌دلیری
- امیرمهدی جانملکی
- ابوالفضل سلیمانی

### هافبک
- مجتبی جباری
- امید نورافکن
- آندرانیک تیموریان
- آرش رضاوند
- محمد حسین صادقی
- غلامرضا نعلچگر
- شاهین بیانی
- حامد خسروی
- محسن کریمی
- محمد مهدی محبی
- ‌محمدصادق بارانی
- ‌یعقوب کریمی
- فردین رابط
- ‌رضا آذری
- سعید غلامعلی بیگی
- محمد علی‌نژاد
- حسین ابرقویی

### مهاجم
- رضا عادلخانی
- حسن روشن
- پرویز مظلومی
- علی لطیفی
- محمدرضا سلیمانی

## ورزشگاه اختصاصی آکادمی

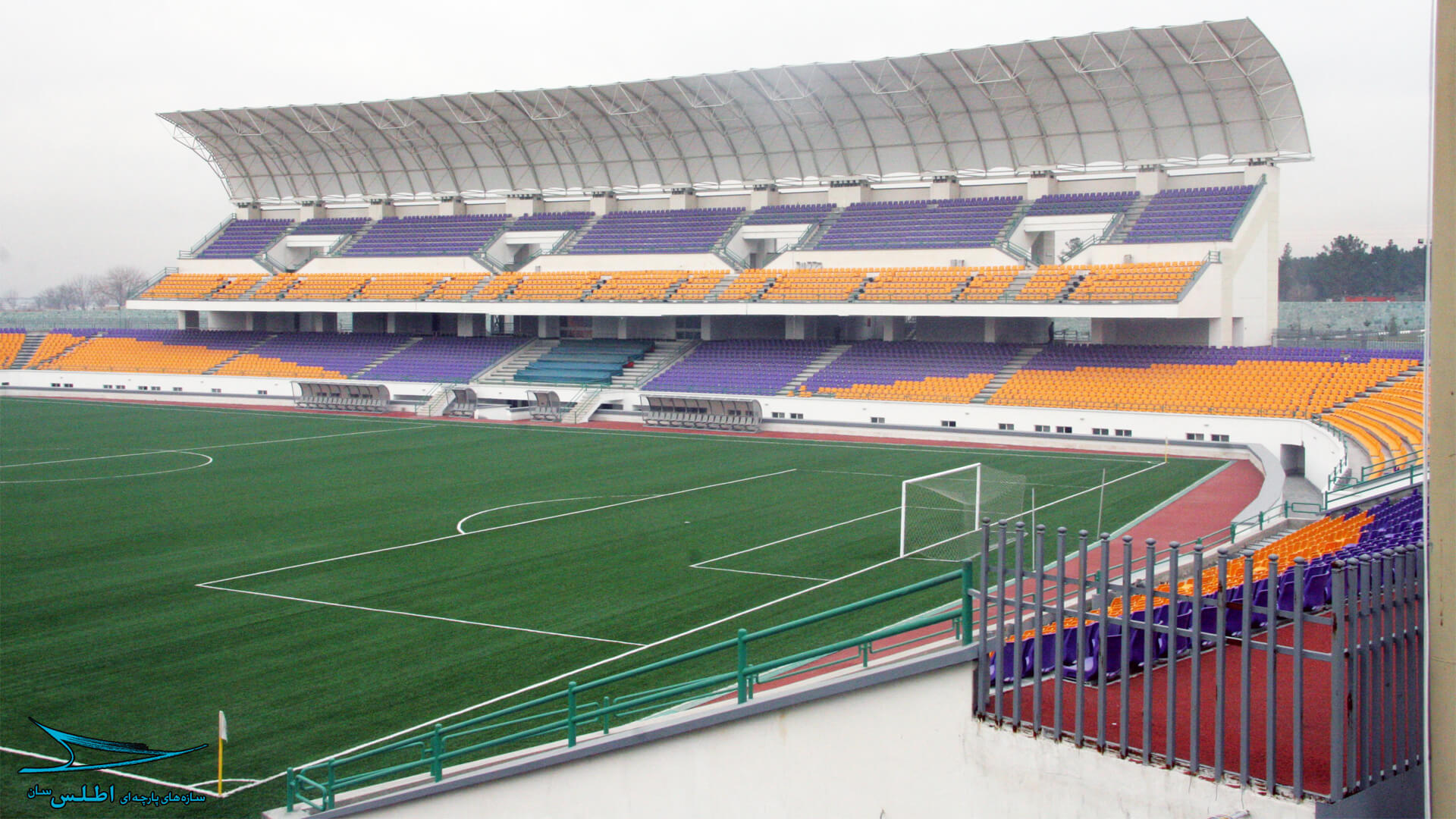
Imam Reza Stadium

ورزشگاه امام رضا تهران ، ورزشگاه فوتبال آکادمی باشگاه استقلال تهران در جنوب شهر تهران است. این ورزشگاه در منطقه ۱۸ شهرداری تهران جای گرفته‌است در اسفند ماه ۱۳۹۷ ورزشگاه امام رضا در تهران با همکاری شهرداری منطقه ۱۸ به تیمهای پایه استقلال تهران اختصاص یافت.

## مدیران
| فصل       | مدیر            |
| --------- | --------------- |
| ۱۳۸۶-۱۳۸۷ | حسن روشن        |
| ۱۳۸۷-۱۳۸۸ | علیرضا منصوریان |
| ۱۳۸۸-۱۳۹۰ | حسن روشن        |
| ۱۳۹۰-۱۳۹۳ | اصغر حاجیلو     |
| ۱۳۹۳-۱۳۹۵ | رضا صادق پور    |
| ۱۳۹۵-۱۳۹۷ | صادق ورمزیار    |
| ۱۳۹۷-۱۳۹۸ | محمد مؤمنی      |
| ۱۳۹۸-۱۳۹۹ | اصغر حاجیلو     |
| ۱۳۹۹-۱۴۰۰ | سعید مراغه‌چیان  |
| ۱۴۰۰-۱۴۰۱ | نادر فریادشیران |
| ۱۴۰۱-۱۴۰۲ | آرش برهانی      |
| ۱۴۰۲-۱۴۰۳ | اصغر حاجیلو     |
| ۱۴۰۳-۱۴۰۴ | محمدحسین ضیایی  |
| ۱۴۰۴-۱۴۰۴ | علیرضا اسدی     |

## مربیان
| فصل       | امید (زیر۲۳سال) | جوانان (زیر۱۹سال) | نوجوانان (زیر۱۷سال) | نونهالان (زیر۱۴سال) |
| --------- | --------------- | ----------------- | ------------------- | ------------------- |
| ۱۳۹۳-۱۳۹۴ |                 |                   | علی سامره           |                     |
| ۱۳۹۴-۱۳۹۵ | علی سامره       |                   |                     |                     |
| ۱۳۹۵-۱۳۹۶ |                 |                   |                     |                     |
| ۱۳۹۶-۱۳۹۷ | محمد نوازی      | محمد فدایی        | حسین کاظمی          | نوید فریدی          |
| ۱۳۹۷-۱۳۹۸ | محمد فدایی      | آرش برهانی        | یاسر اعمی قهرمان    | علیرضا اکبرپور      |
| ۱۳۹۸-۱۳۹۹ | رضا حسن‌زاده     | محمد نوازی        | علیرضا اکبرپور      | داوود حسینی         |
| ۱۳۹۹-۱۴۰۰ | آرش برهانی      |                   |                     |                     |
| ۱۴۰۰-۱۴۰۱ | آرش برهانی      | رضا صادقی         | داوود حسینی         | حسین صدرمحمدی       |
| ۱۴۰۱-۱۴۰۲ | آرش برهانی      | سیاوش اکبرپور     | سبو شهبازیان        | امین منوچهری        |
| ۱۴۰۲-۱۴۰۳ | خسرو حیدری      | حمید حسینی        | شاهین صمدیان        | حسین صدرمحمدی       |
| ۱۴۰۳-۱۴۰۴ | خسرو حیدری      | حمید حسینی        | شاهین صمدیان        | حسین صدرمحمدی       |
| ۱۴۰۴-۱۴۰۵ | خسرو حیدری      | هاشم بیک‌زاده      | احمد کعبیان پور     | رامین محرم نژاد     |